# Херцогсдорф
Херцогсдорф (нем. Herzogsdorf) — коммуна (нем. Gemeinde) в Австрии, в федеральной земле Верхняя Австрия.
Входит в состав округа Урфар. Население составляет 2389 человек (на 31 декабря 2005 года). Занимает площадь 35 км². Официальный код — 41 612.

## Политическая ситуация
Бургомистр коммуны — Алойс Эрлингер (АНП) по результатам выборов 2003 года.
Совет представителей коммуны (нем. Gemeinderat) состоит из 25 мест.
- АНП занимает 18 мест.
- СДПА занимает 6 мест.
- АПС занимает 1 место.